# Primera División 1982 (Chili)
In 1982 werd het 50ste seizoen gespeeld van de Primera División, de hoogste voetbalklasse van Chili. Cobreloa werd kampioen. Aan het einde van het seizoen besloot de Chileense voetbalbond om de Rangers niet te laten degraderen omdat ze van al de clubs in de Primera División gemiddeld het meeste toeschouwers hadden. 

## Eindstand
| Plaats | Club                    | Wed. | W  | G  | V  | Saldo | Ptn. |
| ------ | ----------------------- | ---- | -- | -- | -- | ----- | ---- |
| 1      | Cobreloa +1             | 30   | 19 | 6  | 5  | 69:23 | 45   |
| 2      | Colo-Colo +2            | 30   | 14 | 11 | 5  | 41:21 | 41   |
| 3      | Universidad de Chile +1 | 30   | 14 | 10 | 6  | 58:38 | 39   |
| 4      | Magallanes              | 30   | 15 | 9  | 6  | 63:38 | 39   |
| 5      | Naval                   | 30   | 14 | 10 | 6  | 52:33 | 38   |
| 6      | Universidad Católica +1 | 30   | 13 | 11 | 6  | 50:33 | 38   |
| 7      | O'Higgins               | 30   | 12 | 10 | 8  | 48:39 | 34   |
| 8      | Deportes Iquique        | 30   | 12 | 6  | 12 | 39:44 | 30   |
| 9      | Regional Atacama        | 30   | 10 | 8  | 12 | 36:43 | 28   |
| 10     | Deportes Arica          | 30   | 11 | 6  | 13 | 37:47 | 28   |
| 11     | Audax Italiano          | 30   | 10 | 7  | 13 | 41:44 | 27   |
| 12     | Unión Española          | 30   | 10 | 5  | 15 | 39:56 | 25   |
| 13     | Palestino               | 30   | 6  | 12 | 12 | 30:44 | 24   |
| 14     | Deportes La Serena      | 30   | 5  | 9  | 16 | 26:53 | 19   |
| 15     | Santiago Morning        | 30   | 4  | 7  | 19 | 34:58 | 15   |
| 16     | Rangers                 | 30   | 5  | 5  | 20 | 25:74 | 15   |

|     | Kampioen                                                              |
|     | Gekwalificeerd voor Pre-Libertadores                                  |
|     | Degradatie-eindronde                                                  |
|     | Degradatie                                                            |
| (P) | Promovendus                                                           |
| +2  | Twee bonuspunten voor het winnen van de Copa Chile                    |
| +1  | Eén bonuspunt voor het bereiken van de halve finale van de Copa Chile |

### Pre-Libertadores
| Plaats | Club                 | Wed. | W | G | V | Saldo | Ptn. |
| ------ | -------------------- | ---- | - | - | - | ----- | ---- |
| 1      | Colo-Colo            | 3    | 2 | 1 | 0 | 5:2   | 5    |
| 2      | Universidad de Chile | 3    | 2 | 0 | 1 | 9:5   | 4    |
| 3      | Magallanes           | 3    | 1 | 1 | 1 | 2:4   | 3    |
| 4      | Naval                | 3    | 0 | 0 | 3 | 1:6   | 0    |

|  | Gekwalificeerd Copa Libertadores 1983 |

### Degradatie-eindronde
| Plaats | Club            | Wed. | W | G | V | Saldo | Ptn. |
| ------ | --------------- | ---- | - | - | - | ----- | ---- |
| 1      | Unión Española  | 3    | 2 | 1 | 0 | 6:3   | 5    |
| 2      | Palestino       | 3    | 2 | 0 | 1 | 7:5   | 4    |
| 3      | Unión La Calera | 3    | 1 | 0 | 2 | 3:6   | 2    |
| 4      | Cobresal        | 3    | 0 | 1 | 2 | 1:3   | 1    |

|  | Volgend jaar in Primera División |
|  | Volgend jaar in Segunda División |